# El idiota
El idiota (en ruso: Идіотъ, Idiót), llamada en algunas ediciones en castellano El príncipe idiota, es una novela escrita por el autor ruso Fiódor Dostoyevski. Fue publicada originalmente en serie en El mensajero ruso entre 1868 y 1869. El idiota está considerada como una de las novelas más brillantes de Dostoyevski y de la Edad de Oro de la literatura rusa.

## Resumen

### Parte 1
El Príncipe Myshkin, un joven de veintitantos años y descendiente de una de las líneas más antiguas de la nobleza rusa, viaja en tren a San Petersburgo en una fría mañana de noviembre. Regresa a Rusia tras pasar los últimos cuatro años en una clínica suiza para el tratamiento de una epilepsia severa. En el viaje conoce a un joven de la clase mercantil, Parfión Semiónovich Rogozhin, y queda impresionado por su carácter apasionado, particularmente en relación con una mujer, la deslumbrante belleza llamada Nastasya Filíppovna Baráshkova, con quien está obsesionado. Rogozhin acaba de heredar una gran fortuna debido a la muerte de su padre, y tiene la intención de utilizarla para perseguir el objeto de su deseo. Se une a su conversación un funcionario llamado Lébedev, un hombre con un profundo conocimiento de las trivialidades sociales y los chismes. Al darse cuenta de quién es Rogozhin, Lébedev se une firmemente a él.
El propósito del viaje de Myshkin es conocer a su pariente lejana Lizaveta Prokófievna y hacer preguntas sobre un asunto de negocios. Lizaveta Prokófievna es la esposa del general Epanchín, un hombre rico y respetado de unos cincuenta años. Cuando el Príncipe los llama, conoce a Gavril Ardaliónovich Ívolguin (Ganya), el asistente del General. El general y su socio comercial, el aristócrata Totsky, buscan arreglar el matrimonio entre Ganya y Nastasya Filíppovna. Totsky había sido el tutor de la infancia de la huérfana Nastasya Filíppovna, pero se había aprovechado de su edad y de su posición económica para explotarla sexualmente. Como mujer adulta, Nastasya Filíppovna ha desarrollado una visión incisiva y despiadada de su relación. Totsky, pensando que el matrimonio podría calmarla y liberarlo para perseguir su deseo de casarse con la hija mayor del general Epanchín, ha prometido 75 000 rublos. Nastasya Filíppovna, desconfiada de Ganya y consciente de que su familia no la aprueba, se ha reservado su decisión, pero ha prometido anunciarla esa noche en la velada de su cumpleaños. Ganya y el general discuten abiertamente el tema frente a Myshkin. Ganya le muestra una fotografía de ella y él está particularmente impresionado por la belleza oscura de su rostro.

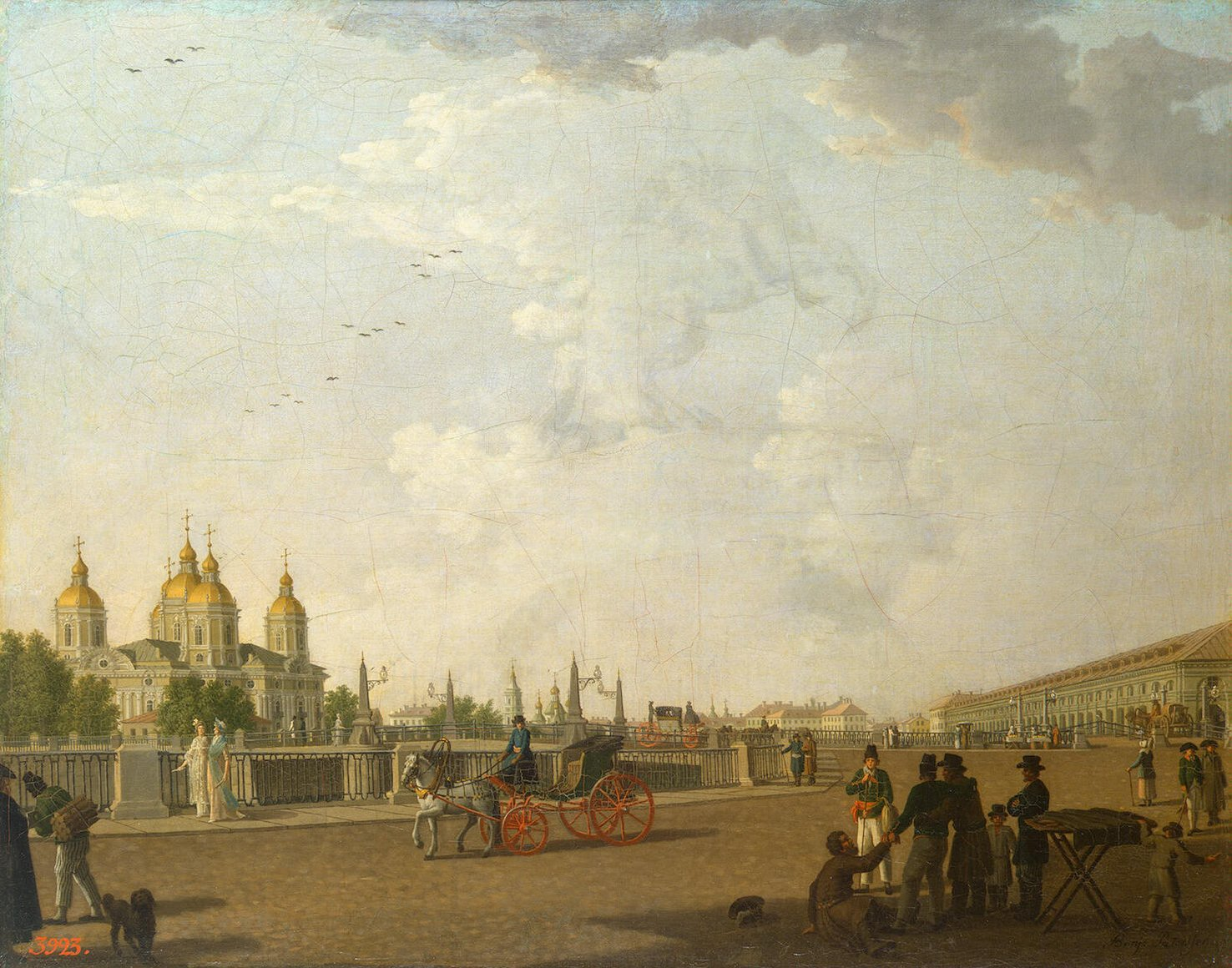
La novela se desarrolla en la ciudad y alrededores de San Petersburgo. En la imagen, Vista de la Catedral de San Nicolás por Benjamin Patersen.

Myshkin conoce a Lizaveta Prokófievna y sus tres hijas: Aleksandra, Adelaída y Aglaya. Todas sienten mucha curiosidad por él y no se avergüenzan de expresar su opinión, particularmente Aglaya. El príncipe se relaciona fácilmente con ellas y habla con notable franqueza sobre una amplia variedad de temas: su enfermedad, sus impresiones de Suiza, el arte, la filosofía, el amor, la muerte, la brevedad de la vida, la pena capital y los burros. En respuesta a su pedido de que hable de la época en que estuvo enamorado, cuenta una larga anécdota de su tiempo en Suiza sobre una mujer oprimida, Marie, de quien se hizo amigo, junto con un grupo de niños, cuando ella fue injustamente condenada al ostracismo y moralmente condenado. El Príncipe termina describiendo lo que adivina sobre cada uno de sus personajes al estudiar sus rostros y los sorprende al decir que Aglaya es casi tan hermosa como Nastasya Filíppovna.
El príncipe alquila una habitación en el apartamento de Ívolguin, que ocupan la familia de Ganya y otro inquilino llamado Ferdýschenko. Hay mucha angustia dentro de la familia de Ganya por el matrimonio propuesto, que es considerado, particularmente por su madre y su hermana (Varya), como vergonzoso. Justo cuando una disputa sobre el tema está alcanzando su punto máximo de tensión, la propia Nastasya Filíppovna llega para visitar a su potencial nueva familia. Conmocionado y avergonzado, Ganya logra presentarla, pero cuando ella estalla en un prolongado ataque de risa al ver la expresión de su rostro, su expresión se transforma en una de odio asesino. El Príncipe interviene para calmarlo, y la ira de Ganya se desvía hacia él en un gesto violento. La tensión no se alivia con la entrada del padre de Ganya, el general Ívolguin, un borracho con tendencia a contar mentiras elaboradas. Nastasya Filíppovna alienta con coquetería al general y luego se burla de él. La humillación de Ganya se ve agravada por la llegada de Rogozhin, acompañado de una multitud ruidosa de borrachos y bribones, entre ellos Lébedev. Rogozhin comienza a ofertar abiertamente por Nastasya Filíippovna, y termina con una oferta de cien mil rublos. Con la escena asumiendo proporciones cada vez más escandalosas, Varya exige airadamente que alguien elimine a la "mujer desvergonzada". Ganya agarra el brazo de su hermana y ella responde, para deleite de Nastasya Filíppovna, escupiéndole en la cara. Está a punto de golpearla cuando el Príncipe vuelve a intervenir y Ganya lo abofetea violentamente. Todos están profundamente conmocionados, incluida Nastasya Filíppovna, y ella lucha por mantener su distanciamiento burlón mientras los demás buscan consolar al Príncipe. Myshkin la amonesta y le dice que no es quien realmente es. Ella se disculpa con la madre de Ganya y se va, diciéndole a Ganya que se asegure de ir a su fiesta de cumpleaños esa noche. Rogozhin y su séquito se van a recaudar los 100.000 rublos.
Entre los invitados a la fiesta se encuentran Totsky, el general Epanchín, Ganya, su amigo Ptitsyn (prometido de Varya) y Ferdýschenko, quien, con la aprobación de Nastasya Filíppovna, interpreta el papel de un cínico bufón. Con la ayuda del hermano menor de Ganya, Kolya, el Príncipe llega sin ser invitado. Para animar la fiesta, Ferdýschenko sugiere un juego en el que todos deben contar la historia de lo peor que han hecho. Otros están conmocionados por la propuesta, pero Nastasya Filíppovna está entusiasmada. Cuando llega el turno de Totsky, cuenta una anécdota larga pero inocua del pasado lejano. Disgustada, Nastasya Filíppovna se vuelve hacia Myshkin y exige su consejo sobre si casarse o no con Ganya. Myshkin le aconseja que no lo haga y Nastasya Filíppovna, para consternación de Totsky, el general Epanchín y Ganya, anuncia con firmeza que está siguiendo este consejo. En este punto, Rogozhin y sus seguidores llegan con los 100.000 rublos prometidos. Nastasya Filíppovna se prepara para irse con él, aprovechando la escandalosa escena para humillar a Totsky, cuando el propio Myshkin se ofrece a casarse con ella. Habla con amabilidad y sinceridad, y en respuesta a preguntas incrédulas sobre de qué vivirán, produce un documento que indica que pronto recibirá una gran herencia. Aunque sorprendida y profundamente conmovida, Nastasya Filíppovna, después de arrojar los 100 000 rublos al fuego y decirle a Ganya que son suyos si quiere sacarlos, elige irse con Rogozhin. Myshkin los sigue.

### Parte 2
Durante los próximos seis meses, Nastasya Filíppovna permanece inestable y dividida entre Myshkin y Rogozhin. Myshkin está atormentado por su sufrimiento, y Rogozhin está atormentado por su amor por Myshkin y su desdén por sus propios reclamos sobre ella. Al regresar a Petersburgo, el Príncipe visita la casa de Rogozhin. Myshkin se horroriza cada vez más por la actitud de Rogozhin hacia ella. Rogozhin confiesa haberla golpeado en un ataque de celos y plantea la posibilidad de cortarle el cuello. A pesar de la tensión entre ellos, se separan como amigos, y Rogozhin incluso hace un gesto de concesión. Pero el Príncipe sigue inquieto y durante las próximas horas deambula por las calles, inmerso en una intensa contemplación. Sospecha que Rogozhin lo está mirando y regresa a su hotel donde Rogozhin, que se ha estado escondiendo en la escalera, lo ataca con un cuchillo. En el mismo momento, el Príncipe sufre un violento ataque epiléptico y Rogozhin huye presa del pánico.
Recuperándose, Myshkin se une a Lébedev (de quien está alquilando una dacha) en Pávlovsk. Sabe que Nastasya Filíppovna está en Pávlovsk y que Lébedev está al tanto de sus movimientos y planes. Los Epanchín, que también están en Pávlovsk, visitan al Príncipe. A ellos se une su amigo Yevgueni Pávlovich Radomsky, un oficial militar apuesto y rico con un interés particular en Aglaya. Aglaya, sin embargo, está más interesada en el Príncipe y, para vergüenza de Myshkin y diversión de todos los demás, recita el poema de Pushkin "El pobre caballero" en referencia a sus nobles esfuerzos por salvar a Nastasya Filíppovna.
La visita de los Epanchín se ve bruscamente interrumpida por la llegada de Burdovsky, un joven que dice ser el hijo ilegítimo del difunto benefactor de Myshkin, Pavlíschev. El inarticulado Burdovsky es apoyado por un grupo de jóvenes insolentes. Estos incluyen al tuberculoso Ippolit Teréntiev de diecisiete años, el nihilista Doktorenko y Keller, un ex oficial que, con la ayuda de Lébedev, ha escrito un artículo vilipendiando al Príncipe y Pavlíschev. Exigen dinero de Myshkin como un reembolso "justo" por el apoyo de Pavlíschev, pero su bravuconería arrogante se ve gravemente afectada cuando Gavril Ardaliónovich (Ganya), que ha estado investigando el asunto en nombre de Myshkin, prueba de manera concluyente que la afirmación es falsa y que Burdovsky ha sido engañado. El Príncipe intenta reconciliarse con los jóvenes y les ofrece apoyo financiero de todos modos. Disgustada, Lizaveta Prokófievna pierde todo el control y ataca furiosamente a ambas partes. Ippolit se ríe y Lizaveta Prokófievna lo agarra del brazo, lo que le provoca un prolongado ataque de tos. Pero de repente se calma, les informa a todos que está cerca de la muerte y solicita cortésmente que se le permita hablar con ellos por un tiempo. Intenta torpemente expresar su necesidad de su amor, y finalmente lleva a Lizaveta Prokófievna y a él al borde de las lágrimas. Pero mientras el Príncipe y Lizaveta Prokófievna discuten qué hacer con el inválido, ocurre otra transformación e Ippolit, después de desatar un torrente de insultos contra el Príncipe, se va con los otros jóvenes. Los Epanchín también se van, tanto Lizaveta Prokófievna como Aglaya profundamente indignados con el Príncipe. Sólo Yevgueni Pávlovich se mantiene de buen humor y sonríe encantadoramente al despedirse. En ese momento, un carruaje magnífico se detiene en la casa de campo y la voz resonante de Nastasya Filíppovna llama a Yevgueni Pávlovich. En un tono familiar, ella le dice que no se preocupe por todos los pagarés, ya que Rogozhin los ha comprado. El carruaje parte, dejando a todos, particularmente a Yevgueni Pávlovich y al Príncipe, en estado de shock. Yevgueni Pávlovich afirma no saber nada sobre las deudas, y los motivos de Nastasya Filíppovna se convierten en objeto de ansiosas especulaciones.

### Parte 3

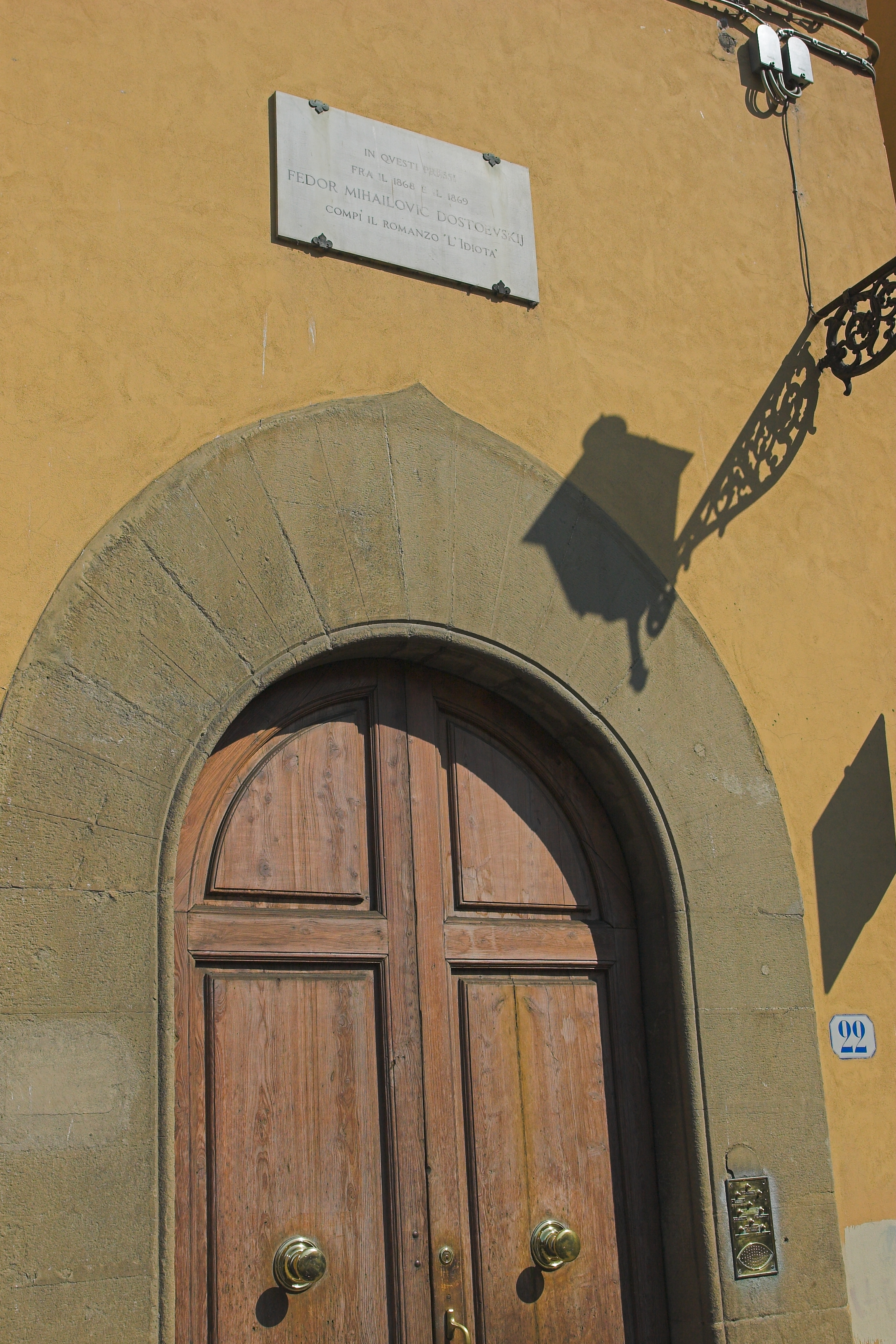
Casa de Florencia donde el autor terminó de escribir la novela.

Al reconciliarse con Lizaveta Prokófievna, el Príncipe visita a los Epanchín en su dacha. Él comienza a enamorarse de Aglaya, y ella también parece estar fascinada por él, aunque a menudo se burla o le reprocha con enojo su ingenuidad y su excesiva humildad. Myshkin se une a Lizaveta Prokófievna, sus hijas y Yevgueni Pávlovich en un paseo por el parque para escuchar la música. Mientras escucha la animada conversación y observa a Aglaya aturdido, se da cuenta de que Rogozhin y Nastasya Filíppovna están entre la multitud. Nastasya Filíppovna se dirige nuevamente a Yevgueni Pávlovich, y en el mismo tono jovial que antes le informa en voz alta que su tío, un anciano rico y respetado de quien espera una gran herencia, se ha suicidado y que una gran suma de dinero del gobierno está perdido. Yevgueni Pávlovich la mira estupefacto mientras Lizaveta Prokófievna sale apresuradamente con sus hijas. Nastasya Filíppovna escucha a un oficial amigo de Yevgueni Pávlovich sugerir que se necesita un látigo para mujeres como ella, y ella responde agarrando un látigo de montar de un transeúnte y golpeando al oficial en la cara con él. Intenta atacarla pero Myshkin lo detiene, por lo que es empujado violentamente. Rogozhin, después de hacer un comentario burlón al oficial, se lleva a Nastasya Filíppovna. El oficial recupera la compostura, se dirige a Myshkin, confirma cortésmente su nombre y se va.
Myshkin sigue a los Epanchín de regreso a su casa de campo, donde finalmente Aglaya lo encuentra solo en la terraza. Para su sorpresa, ella comienza a hablarle muy seriamente sobre duelos y cómo cargar una pistola. Son interrumpidos por el general Epanchín que quiere que Myshkin camine con él. Aglaya desliza una nota en la mano de Myshkin cuando se van. El general está muy agitado por el efecto que el comportamiento de Nastasya Filíppovna está teniendo en su familia, particularmente porque su información sobre el tío de Yevgueni Pávlovich resultó ser completamente correcta. Cuando el general se va, Myshkin lee la nota de Aglaya, que es una solicitud urgente para reunirse con ella en secreto a la mañana siguiente. Sus reflexiones son interrumpidas por Keller, quien ha venido a ofrecer ser su segundo en el duelo que inevitablemente seguirá al incidente de esa mañana, pero Myshkin simplemente se ríe e invita a Keller a visitarlo para beber champán. Keller se va y aparece Rogozhin. Le informa al Príncipe que Nastasya Filíppovna quiere verlo y que ha estado en correspondencia con Aglaya. Está convencida de que el Príncipe está enamorado de Aglaya y busca unirlos. Myshkin está perturbado por la información, pero permanece en un estado de ánimo inexplicablemente feliz y habla con perdón y afecto fraternal a Rogozhin. Al recordar que mañana será su cumpleaños, convence a Rogozhin para que se una a él para tomar un poco de vino.
Descubren que se ha reunido una gran fiesta en su casa y que el champán ya está fluyendo. Están presentes Lébedev, su hija Vera, Ippolit, Burdovsky, Kolya, el general Ívolguin, Ganya, Ptitsyn, Ferdýschenko, Keller y, para sorpresa de Myshkin, Yevgueni Pávlovich, que ha venido a pedir su amistad y consejo. Los invitados saludan calurosamente al Príncipe y compiten por su atención. Estimulados por la elocuencia de Lébedev, todos se involucran durante algún tiempo en una discusión inteligente y ebria sobre temas elevados, pero la atmósfera de buen humor comienza a disiparse cuando Ippolit de repente saca un gran sobre y anuncia que contiene un ensayo que ha escrito y que ahora tiene la intención de leer para ellos. El ensayo es una descripción dolorosamente detallada de los hechos y pensamientos que lo llevaron a lo que él llama su 'convicción final': que el suicidio es la única forma posible de afirmar su voluntad frente a las leyes invencibles de la naturaleza y que, en consecuencia, estará disparando él mismo al amanecer. La lectura se prolonga durante más de una hora y al final ha salido el sol. La mayoría de su audiencia, sin embargo, está aburrida y resentida, aparentemente no preocupada de que esté a punto de pegarse un tiro. Solo Vera, Kolya, Burdovsky y Keller buscan contenerlo. Los distrae fingiendo abandonar el plan, luego de repente saca una pequeña pistola, se la pone en la sien y aprieta el gatillo. Hay un clic pero no hay disparo: Ippolit se desmaya pero no muere. Resulta que se había quitado la gorra antes y se olvidó de volver a ponérsela. Ippolit está devastado e intenta desesperadamente convencer a todos de que fue un accidente. Finalmente se queda dormido y el grupo se dispersa.
El Príncipe deambula durante algún tiempo por el parque antes de quedarse dormido en el asiento verde designado por Aglaya como lugar de encuentro. Su risa lo despierta de un sueño infeliz sobre Nastasya Filíppovna. Hablan durante mucho tiempo sobre las cartas que recibió Aglaya, en las que Nastasya Filíppovna escribe que ella misma está enamorada de Aglaya y le suplica apasionadamente que se case con Myshkin. Aglaya interpreta esto como evidencia de que Nastasya Filíppovna está enamorada de él y exige que Myshkin explique sus sentimientos hacia ella. Myshkin responde que Nastasya Filíppovna está loca, que solo siente una profunda compasión y que no está enamorado de ella, pero admite que ha venido a Pávlovsk por ella. Aglaya se enoja, le exige que le devuelva las cartas a la cara y se marcha furiosa. Myshkin lee las cartas con temor, y más tarde ese mismo día se le aparece la propia Nastasya Filíppovna, preguntándole desesperadamente si es feliz y diciéndole que se va y que no escribirá más cartas. Rogozhin la escolta.

### Parte 4
Está claro para Lizaveta Prokófievna y el general Epanchín que su hija está enamorada del Príncipe, pero Aglaya lo niega y rechaza con enojo hablar de matrimonio. Ella sigue burlándose de él y reprochándole, a menudo delante de los demás, y deja escapar que, en lo que a ella respecta, el problema de Nastasya Filíppovna aún está por resolver. El mismo Myshkin simplemente experimenta una alegría sin complicaciones en su presencia y se mortifica cuando parece estar enojada con él. Lizaveta Prokófievna siente que es hora de presentar al Príncipe a su círculo aristocrático y se organiza una cena con este propósito, a la que asistirán varias personas eminentes. Aglaya, que no comparte el respeto de sus padres por estas personas y teme que la excentricidad de Myshkin no encuentre su aprobación, trata de decirle cómo debe comportarse, pero termina diciéndole sarcásticamente que sea tan excéntrico como quiera y que se asegure de agitar los brazos cuando esté pontificando sobre algún tema elevado y rompa el preciado jarrón chino de su madre. Su ansiedad se transmite a Myshkin, pero él le dice que no es nada comparado con la alegría que siente en su compañía. Intenta abordar de nuevo el tema de Nastasya Filíppovna, pero ella lo silencia y se va apresuradamente.
Durante un tiempo, la cena transcurre sin problemas. Sin experiencia en los caminos de la aristocracia, Myshkin está profundamente impresionado por la elegancia y el buen humor de la compañía, sin sospechar de su superficialidad. Resulta que uno de los presentes, Iván Petróvich, es pariente de su amado benefactor Pavlíschev, y el Príncipe se entusiasma extraordinariamente. Pero cuando Iván Petróvich menciona que Pavlíschev terminó por renunciar a todo y pasarse a la Iglesia Católica, Myshkin se horroriza. Se lanza inesperadamente a una diatriba anticatólica, afirmando que predica el Anticristo y en su búsqueda de la supremacía política ha dado a luz al ateísmo. Todos los presentes se sorprenden y se hacen varios intentos para detenerlo o distraerlo, pero solo se anima más. En el apogeo de su fervor, comienza a agitar los brazos y tira el jarrón chino de valor incalculable, haciéndolo pedazos. Cuando Myshkin emerge de su profundo asombro, el horror general se convierte en diversión y preocupación por su salud. Pero es solo temporal, y pronto comienza otro discurso espontáneo, esta vez sobre el tema de la aristocracia en Rusia, una vez más olvidándose de todos los intentos de sofocar su ardor. El discurso solo llega a su fin con el inicio de un ataque epiléptico: Aglaya, profundamente angustiada, lo atrapa en sus brazos mientras cae. Lo llevan a casa, habiendo dejado una impresión decididamente negativa en los invitados.
Al día siguiente, Ippolit visita al Príncipe para informarle que él y otros (como Lébedev y Ganya) han estado intrigando contra él y han estado inquietando a Aglaya con conversaciones sobre Nastasya Filíppovna. Ippolit ha organizado, a petición de Aglaya y con la ayuda de Rogozhin, un encuentro entre las dos mujeres. Esa noche, Aglaya, después de haber dejado su casa en secreto, llama al Príncipe. Van en silencio al lugar de reunión designado, donde ya están presentes tanto Nastasya Filíppovna como Rogozhin. Pronto se hace evidente que Aglaya no ha venido allí para discutir nada, sino para castigar y humillar a Nastasya Filíppovna, y se produce un amargo intercambio de acusaciones e insultos. Nastasya Filíppovna le ordena a Rogozhin que se vaya y le exige a Myshkin que se quede con ella. Myshkin, una vez más desgarrado por su sufrimiento, no puede negarla y le reprocha a Aglaya su ataque. Aglaya lo mira con dolor y odio, y sale corriendo. Él va tras ella, pero Nastasya Filíppovna lo detiene desesperadamente y luego se desmaya. Myshkin se queda con ella.
De acuerdo con el deseo de Nastasya Filíppovna, ella y el Príncipe se comprometen. La opinión pública es muy crítica con las acciones de Myshkin hacia Aglaya, y los Epanchín rompen todas las relaciones con él. Intenta explicarle a Yevgueni Pávlovich que Nastasya Filíppovna tiene el alma rota, que debe quedarse con ella o probablemente morirá, y que Aglaya entenderá si se le permite hablar con ella. Yevgueni Pávlovich se niega a facilitar cualquier contacto entre ellos y sospecha que el mismo Myshkin está loco.
El día de la boda, Keller y Burdovsky se encuentran con Nastasya Filíppovna, bellamente vestida, y la acompañan a la iglesia donde Myshkin la espera. Se ha reunido una gran multitud, entre los cuales se encuentra Rogozhin. Al verlo, Nastasya Filíppovna corre hacia él y le dice histéricamente que se la lleve, lo que Rogozhin no pierde el tiempo en hacer. El Príncipe, aunque conmocionado, no está particularmente sorprendido por este desarrollo. Durante el resto del día, cumple con calma sus obligaciones sociales con los invitados y el público. A la mañana siguiente, toma el primer tren a Petersburgo y va a la casa de Rogozhin, pero los sirvientes le dicen que no hay nadie allí. Después de varias horas de búsqueda infructuosa, regresa al hotel en el que se hospedaba la última vez que se encontró con Rogozhin en esa ciudad. Rogozhin aparece y le pide que regrese a la casa. Entran en la casa en secreto y Rogozhin me muestra el cadáver de Nastasya Filíppovna: la ha apuñalado en el corazón. Los dos hombres vigilan el cuerpo, que Rogozhin ha dejado en su estudio.
Rogozhin es sentenciado a quince años de trabajos forzados en Siberia. Myshkin se vuelve loco y, gracias a los esfuerzos de Yevgueni Pávlovich, regresa al sanatorio en Suiza. Los Epanchín se van al extranjero y Aglaya se fuga con un rico conde polaco exiliado que más tarde se descubre que no es ni rico, ni conde, ni exiliado —al menos, no un exiliado político— y que, junto con un sacerdote católico, la ha puesto en contra de su familia.

## Personajes

### Personajes principales
Príncipe Lev Nikoláievich Myshkin
Por causa de su enfermedad, muy enraizada durante su juventud, el Príncipe Lev Nikoláievich Myshkin no fue capaz de mantener una educación formal y constante, por lo que dependió de las enseñanzas de un tutor en una casa de reposo en Suiza. Tras la muerte de quien financiaba su estadía en dicho país, el Príncipe regresa a San Petersburgo, donde recibe la noticia de que es el heredero de una importante fortuna por parte de un remoto familiar suyo. En un tren de tercera clase que viaja desde Varsovia a San Petersburgo conoce a Rogozhin y al funcionario Lébedev. Pronto el Príncipe entra en contacto con las altas capas de la sociedad petersburguesa y se enamora de dos damas muy diferentes que marcarán su estadía allí: Nastasya Filippovna Baráshkova y Aglaya Ivánovna Epanchiná.

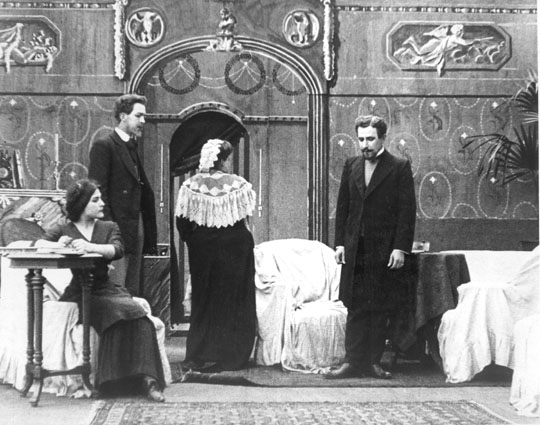
Fotograma de la película El idiota de 1910, de Piotr Chardynin

El Príncipe Myshkin no pudo ejercer una profesión y, más allá de sus veinte años, tiene la mentalidad de un niño —no por lo inmaduro, sino por lo ingenuo—. Siempre habla antes de pensar, no ve diferencias entre personas y cree en la bondad de todos, no conoce las malas intenciones. Es por esto por lo que lo han apodado "el idiota". Su ingenuidad es traducida como estupidez por aquellos que lo conocen poco; Aglaya en cambio, puede ver que el Príncipe es de hecho un hombre muy inteligente (cándido, pero inteligente) y de buen corazón (por lo que le dedica el poema de El Pobre Caballero en una reunión en su dacha), y no se enoja por lo que él pueda decir, le molesta lo que en los demás provoca.
Myshkin es tremendamente compasivo, y eso lo podemos ver en la anécdota de la aldea suiza y cuando le promete a Nastasya Filíppovna que se casaría con ella. Esa compasión suya lo lleva a perder a Aglaya, a quien amaba verdaderamente, por confundir la compasión que sentía por Nastasya con amor. Al final del libro, traumatizado con la muerte de Nastsaya, vuelve a la casa de reposo suiza notablemente enfermo.
Nastasya Filíppovna Baráshkova
La protagonista femenina principal, es oscuramente hermosa, inteligente, feroz y burlona, una figura intimidante para la mayoría de los otros personajes. De noble cuna pero huérfana a los 7 años, fue manipulada a una posición de servidumbre sexual por su tutor, el voluptuoso Totsky. Su inocencia rota y la percepción social de la desgracia producen una personalidad intensamente emocional y destructiva. El Príncipe está profundamente conmovido por su belleza y su sufrimiento y, a pesar de sentir que está loca, sigue siendo devoto de ella. Está dividida entre la compasión de Myshkin y la obsesión de Rogozhin por ella.
Parfión Semiónovich Rogozhin
Rogozhin (Parfión Semiónovich), que acaba de heredar una gran fortuna de su padre comerciante, está locamente enamorado de Nastasya Filíppovna y se abandona imprudentemente a perseguirla. Instintivamente le gusta y confía en el Príncipe cuando se conocen por primera vez, pero luego desarrolla un odio hacia él debido a los celos. El personaje representa el amor apasionado e instintivo, en oposición al amor cristiano de Myshkin basado en la compasión.
Aglaya Ivánovna Epanchiná
Es la radiantemente hermosa hija menor de la pariente lejana de Myshkin, Lizaveta Prokófievna, y su esposo, el rico y respetado general Epanchín. Aglaya es orgullosa, dominante e impaciente, pero también llena de humor, risa e inocencia, y el Príncipe se siente particularmente atraído por ella después de la oscuridad de su tiempo con Nastasya Filíppovna y Rogozhin.
Ippolit Teréntiev
Es un joven intelectual nihilista que se encuentra en las etapas finales de la tuberculosis y al borde de la muerte. Todavía lleno de idealismo juvenil, anhela el amor y el reconocimiento de los demás, pero su indiferencia y su propia obsesión morbosa lo llevan a extremos crecientes de cinismo y desafío. El personaje es un 'cuasi-doble' para Myshkin: sus circunstancias los obligan a abordar las mismas cuestiones metafísicas, pero sus respuestas son diametralmente opuestas.

### Otros personajes
Ganya (Gavril Ardaliónovich Ívolguin): un joven capaz pero extremadamente vanidoso y avaro, se ofrece en matrimonio a Nastasya Filíppovna, a quien odia en secreto, con la promesa de riquezas de Totsky, pero ella lo rechaza y lo humilla. También trata de competir con Myshkin por el afecto de Aglaya. Un hombre mediocre que está resentido por su propia falta de originalidad, Ganya representa el amor de la vanidad y se contrasta con Myshkin y Rogozhin.
Lébedev (Lukyán Timoféievich): un borracho pícaro cuya inquieta curiosidad y mezquina ambición lo han convertido en una especie de depósito de información social. Él usa esto para congraciarse con sus superiores y para perseguir varios esquemas e intrigas. Sus tendencias desagradables se ven compensadas en cierta medida por un sentido del humor travieso, un intelecto agudo y episodios ocasionales de autocondena abyecta y compasión por los demás.
Lizaveta Prokófievna Epanchiná: Madre de Aglaya y pariente lejana de Myshkin. Aunque infantil en la espontaneidad de sus emociones, tiene una voluntad fuerte e imperiosa, particularmente en asuntos de honor y moralidad. Myshkin considera que ella y Aglaya son muy parecidas.
General Iván Fiódorovich Epanchín: Padre de Aglaya.
Aleksandra Ivánovna Epanchiná: Hermana de Aglaya, hija mayor de Iván Fiódorovich y Lizaveta Prokófievna.
Adelaída Ivánovna Epanchiná: Hermana de Aglaya, segunda hija de Iván Fiódorovich y Lizaveta Prokófievna.
Príncipe Sch. (o Príncipe S): Un aristócrata 'liberal' que se casa con Adelaída Ivánovna Epanchiná.
Yevgueni Pávlovich Radomsky: Un apuesto oficial militar que es amigo cercano de los Epanchín. Su rumoreado interés en Aglaya lleva a Nastasya Filíppovna (que quiere unir a Aglaya y al Príncipe) a exponer públicamente algunos aspectos desagradables de su pasado. A pesar de esto, él y el Príncipe se hacen amigos y se respetan mutuamente la inteligencia del otro.
Afanasi Ivánovich Totsky: Un rico aristócrata y libertino, amigo y socio comercial del general Epanchín. Es el antiguo tutor de Nastasya Filíppovna.
General Ívolguin (Ardalión Aleksándrovich): Padre de Ganya, un hombre muy honorable, pero borracho y mitómano. Él es el tema de una trama secundaria en la Parte 4, que involucra el robo de 400 rublos de Lébedev.
Nina Aleksándrovna Ívolguina: La sufrida esposa del general Ívolguin y madre de Ganya, Varya y Kolya.
Kolya (Nikolái Ardaliónovich Ívolguin): El hermano menor de Ganya. Es amigo de Ippolit y también se convierte en amigo y confidente del Príncipe.
Varya (Varvara Ardaliónovna Ívolguina): Hermana de Ganya.
Iván Petróvich Ptitsyn: Amigo de Ganya y esposo de Varya.
Ferdýschenko: Un inquilino de los Ívolguin, un borracho cuyos modales inapropiados e ingenio tosco pero cortante son valorados por Nastasya Filíppovna.
Antip Burdovsky: Un joven que cree erróneamente que es el hijo ilegítimo del benefactor de Myshkin, Pavlíschev. Comienza exigiendo agresivamente dinero al Príncipe, pero luego se convierte en un admirador.
Keller: Un teniente retirado, inicialmente miembro de la tripulación de Rogozhin, se convierte en socio de Ippolit y Burdovsky y escribe un artículo difamatorio sobre el Príncipe. Más tarde desarrolla una gran admiración por el Príncipe y busca defenderlo.
Doktorenko: El sobrino de Lébedev, un nihilista que, junto con Ippolit, lidera el ataque de Burdovsky contra el Príncipe.
Vera Lukyánovna Lébedeva: La hija de Lébedev.

## Otras características de la novela
Otro detalle importante, es el gran contenido político que aparece en la novela. Dostoyevski reprocha constantemente el sistema burocrático ruso, critica la idea de crear trabajo innecesario:

«Dicen que existen tantas oficinas de gobierno, tantos burócratas, que sólo el pensarlo marea. Todo el mundo ha sido, es o será funcionario del Estado. Todo el mundo está dispuesto a ponerse a su servicio. ¿Cómo es posible entonces que de esta masa no puedan seleccionarse los elementos necesarios para organizar una compañía de navegación? La respuesta que suele darse a esta pregunta es muy sencilla; tanto, que resulta difícil creerla. Verdad es, se nos dice, eso de la frondosa burocracia; copiando un excelente modelo germánico, se es funcionario desde hace doscientos años, de abuelo a nieto. Pero precisamente en nuestro país los funcionarios son los hombres menos prácticos del mundo, y las cosas han ido tan lejos en este sentido, que hasta hace muy poco ellos mismos consideraban que la ignorancia de las nociones prácticas era la suma de todas las virtudes y cualidades.»

Uno de los aspectos más relevantes de la novela es su dimensión ética y religiosa, en cuanto que el Príncipe Myshkin se convierte en el más acabado arquetipo moral de toda la obra dostoyevskiana. Así lo han señalado críticos tan relevantes como Dmitri Merezhkovski, Romano Guardini, Nikolái Berdiáyev y Luigi Pareyson.

## Adaptaciones en cine y televisión
- El idiota. 1943. Adaptación cinematográfica dirigida por Georges Lampin. Con Edwige Feuillère , Gérard Philipe , Jean Debucourt...
- Hakuchi (El idiota). 1951. Adaptación cinematográfica dirigida por Akira Kurosawa. Con Toshirô Mifune, Masayuki Mori, Setsuko Hara, Takashi Shimura, Yoshiko Kuga, Chieko Higashiyama.
- Idiot. 1958. Adaptación cinematográfica dirigida por Iván Pýriev. Con Yuri Yákovlev, Yuliya Borísova, Nikita Podgorny, Vera Pashénnaya, Nikolái Pazhitnov, Serguéi Martinsón, Leonid Parjómenko, Raísa Maksímova, Vladímir Muravyov, Iván Lyubéznov.
- El idiota. 1976. Adaptación para televisión dirigida por Hermógenes Sainz. TVE. Con Emilio Gutiérrez Caba, José Sancho, Luis Fenton, José María Angelat, Enrique Casamitjana,  Margarita Minguillón, Nuria Durán, Enric Majó, Conchita Bardem...
- Návrat idiota. 1999. Adaptación cinematográfica dirigida por Sasa Gedeon. Con Pavel Liska y Anna Geislerova.
- Down House. 2000. Adaptación cinematográfica dirigida por Román Kachánov.
- Idiot. 2003. (Miniserie) Adaptación televisiva dirigida por Vladímir Bortko.

## Adaptaciones teatrales
- The idiot. 1998. Adaptación y dirección de David Catlin. About Face Theatre. Con  E. DiStasi, David Schwimmer, Philip R. Smith, and Heidi Stillman, with Marilyn Dodds Frank, Anne Fogarty, Louise Lamson, Meg Rohlfing, Michael Shannon, Troy West, and Gary Wingert.
- The idiot. 2012. Versión teatral adaptada y dirigida por James Fagan Tait. Producción de Neworld Theatre, Vancouver Moving Theatre, PuSh International Performing Arts Festival y Theatre at UBC.
- L'Idiot. 2017. Adaptación de Étienne Lepage, dirigido por Catherine Vidal. Producción de Théâtre du Nouveau Monde.
- The idiot. 2018. Solo de danza creado por Saburo Teshigawara, inspirado en la novela.
- El idiota. 2019. Dirigida por Gerardo Vera. Teatro María Guerrero, Madrid. Versión de José Luis Collado. Con Fernando Gil, Ricardo Joven, Jorge Kent, Vicky Luengo, Marta Poveda, Alejandro Chaparro, Abel  Vitón, Fernando Sainz de la Maza.